# Championnat d'Oman de football 1999-2000
Navigation
Saison précédente Saison suivante
La saison 1999-2000 du Championnat d'Oman de football est la vingt-quatrième édition de la première division au sultanat d'Oman, l'Oman League. Elle rassemble les dix meilleurs clubs du pays au sein d'une poule unique où ils s'affrontent à deux reprises, à domicile et à l'extérieur. En fin de saison, les deux derniers du classement sont relégués et remplacés par les deux meilleurs clubs de deuxième division.
C'est le club d'Al Oruba Sur qui remporte le championnat cette saison après avoir terminé en tête du classement final, avec six points d'avance sur Al Nasr Salalah et onze sur Al-Seeb Sports Club. C'est le tout premier titre de champion d'Oman de l'histoire du club, qui manque le doublé en s'inclinant en finale de la Coupe du Sultan Qaboos face à Dhofar Club.

## Les clubs participants
| - Sur Club - Al-Suwaiq - Dhofar Club - Fanja Club - Sohar Club | - Al Nasr Salalah - Ruwi FC - Promu de D2 - Al-Seeb Sports Club - Al Oruba Sur - Boshar Club - Promu de D2 |

## Compétition
Le barème de points servant à établir le classement se décompose ainsi :
- Victoire : 3 points
- Match nul : 1 point
- Défaite : 0 point

### Classement
| Rang | Équipe              | Pts | J  | G  | N | P  | Bp | Bc | Diff |
| ---- | ------------------- | --- | -- | -- | - | -- | -- | -- | ---- |
| 1    | Al Oruba Sur        | 42  | 18 | 13 | 3 | 2  | 39 | 17 | +22  |
| 2    | Al Nasr Salalah     | 36  | 18 | 11 | 3 | 4  | 24 | 16 | +8   |
| 3    | Al-Seeb Sports Club | 31  | 18 | 9  | 4 | 5  | 40 | 26 | +14  |
| 4    | Al-Suwaiq           | 25  | 18 | 7  | 4 | 7  | 20 | 23 | -3   |
| 5    | Ruwi FCP            | 23  | 18 | 6  | 5 | 7  | 17 | 23 | -6   |
| 6    | Dhofar Club'T'C     | 22  | 18 | 6  | 4 | 8  | 23 | 22 | +1   |
| 7    | Boshar ClubP        | 22  | 18 | 7  | 1 | 10 | 24 | 32 | -8   |
| 8    | Sur Club            | 21  | 18 | 5  | 6 | 7  | 21 | 24 | -3   |
| 9    | Sohar Club          | 17  | 18 | 5  | 2 | 11 | 23 | 37 | -14  |
| 10   | Fanja Club          | 12  | 18 | 2  | 6 | 10 | 18 | 29 | -11  |

|  | Champion d'Oman 2000                                                 |
|  | Relégation directe en deuxième division                              |
|  | T : Tenant du titre C : Vainqueur de la Coupe d'Oman P : Promu de D2 |

## Bilan de la saison
| Championnat d'Oman de football 1999-2000                        |                          |
| Champion                                                        | Al Oruba Sur (1er titre) |
| Coupes et trophées                                              |                          |
| Vainqueur de la Coupe d'Oman 1999-2000                          | Dhofar Club              |
| Promotions et relégations                                       |                          |
| Promus en Oman League                                           | Al Ahli Mascate          |
| Promus en Oman League                                           | Oman Club                |
| Relégués en Championnat d'Oman de football de deuxième division | Sohar Club               |
| Relégués en Championnat d'Oman de football de deuxième division | Fanja Club               |